# فرخنده روسری‌زرد
فرخنده روسری‌زرد (نام علمی: Iridosornis reinhardti) گونه‌ای از پرندگان تیرهٔ فرخندگان (Thraupidae) است که در جنگل‌های ارتفاعات آند در پرو یافت می‌شود.

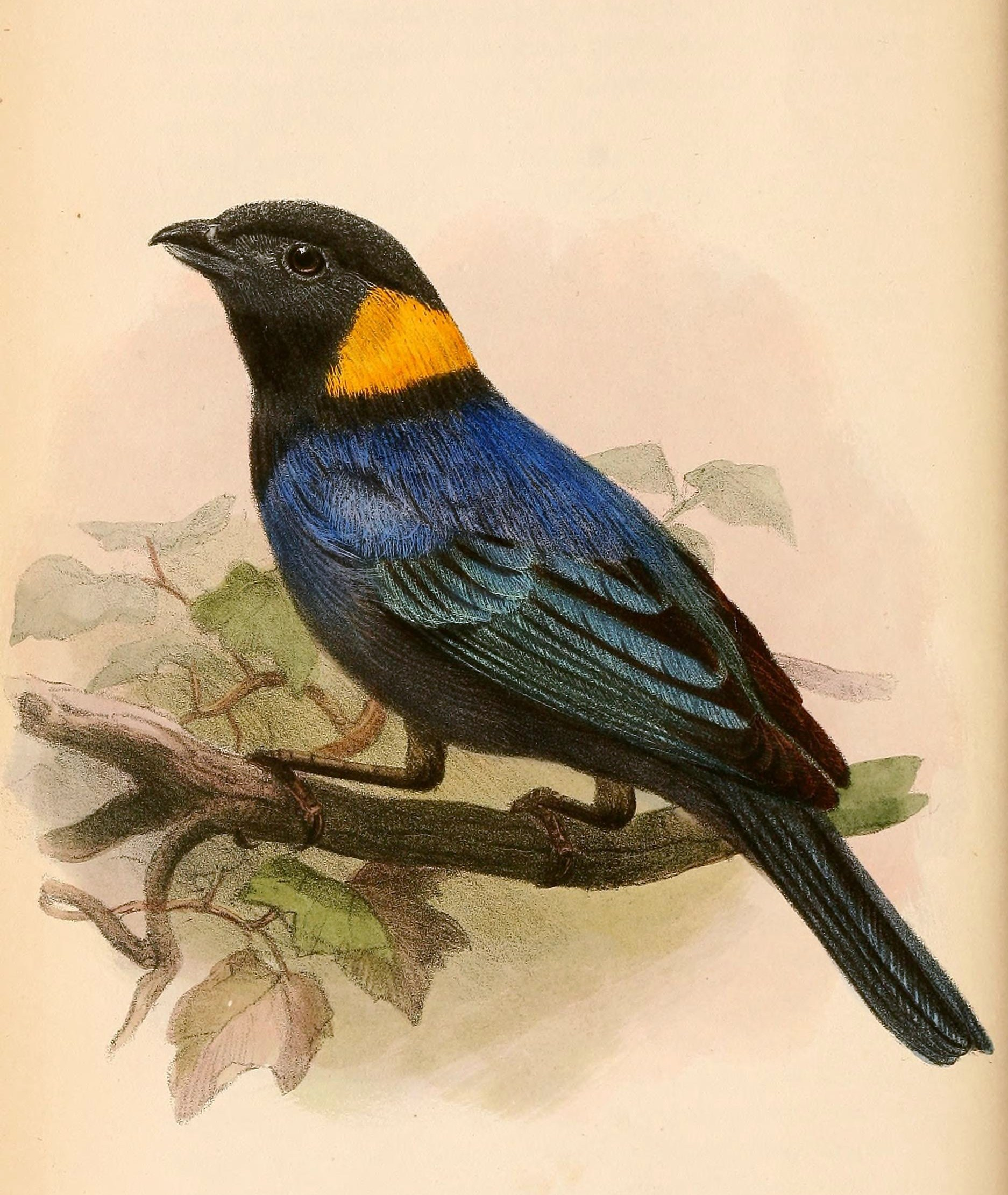